# Abdullah Çevrim
Abdullah Çevrim (* 20. Juli 1941 in Kırıkhan; † 19. Februar 2019 in Fethiye) war ein türkischer Fußballspieler.

## Karriere

### Vereine
Der in der Stadtgemeinde Kırıkhan im gleichnamigen Landkreis der Provinz Hatay geborene Çevrim begann 1961 in Ankara für Gençlerbirliği im Seniorenbereich mit dem Fußballspielen. Von 1961 – beginnend in der Millî Lig – bis 1966 – in der 1. Lig – bestritt er 138 Punktspiele in der seinerzeit höchsten Spielklasse im türkischen Fußball, in denen er 41 Tore erzielte. 
Sein Debüt im Seniorenbereich am 30. Dezember 1961 (19. Spieltag) beim 3:1-Sieg im Heimspiel gegen den Liganeuling Yeşildirek SK krönte er gleich mit seinem ersten Tor, dem Treffer zum 3:0 in der 86. Minute. Der dritte Platz am Saisonende 1965/66 war die beste Platzierung während seiner Vereinszugehörigkeit.
Von 1966 bis 1970 bestritt er 102 Punktspiele für Fenerbahçe Istanbul, in denen er 22 Tore erzielte. Während seiner Vereinszugehörigkeit gewann er zweimal die Meisterschaft und vier Pokalsiege in vier unterschiedlichen Pokalwettbewerben. Auf internationaler Vereinsebene kam er in vier Spielen des Wettbewerbs um den Europapokal der Landesmeister 1968/69 zum Einsatz. Im Erstrundenrückspiel am 2. Oktober 1968 wurde Manchester City mit 2:1 bezwungen – er glich den 0:1-Rückstand mit seinem Tor in der 46. Minute aus – und zog aufgrund des torlosen Hinspiels in die 2. Runde ein. 
Anschließend spielte er von 1970 bis 1972 für den Ligakonkurrenten MKE Ankaragücü, für den er sechs Tore in 36 Punktspielen erzielte und in beiden in Hin- und Rückspiel ausgetragenen Pokalfinalspielen gegen Altay Izmir eingesetzt wurde, wobei er zum Pokalerfolg mit beitrug.
Seine Spielerkarriere ließ er bei Gaziantepspor von 1972 bis 1974 in der Türkiye 2. Futbol Ligi; Gruppe Rot mit insgesamt 20 Punktspielen und vier Toren ausklingen. Sein letztes Pflichtspiel bestritt er am 25. November 1973 (8. Spieltag) beim 1:0-Sieg im Heimspiel gegen Kocaelispor.

### Nationalmannschaft
Çevrim debütierte als Nationalspieler für die U18-Nationalmannschaft, die am 20. März 1961 im İnönü Stadı die U18-Nationalmannschaft Bulgariens mit 3:0 bezwang. Beim 6:3-Sieg über die U18-Nationalmannschaft Österreichs am 30. März 1961 gelang ihm in der 60. Minute sein erstes Länderspieltor. Bis zum 29. April 1962, beim 1:1-Unentschieden gegen die U18-Nationalmannschaft der Tschechoslowakei bestritt er zehn weitere Länderspiele.
Im Kalenderjahr 1964 und 1965 bestritt er jeweils zwei Länderspiele für die U21-Nationalmannschaft; zwei Unentschieden gegen die U21-Nationalmannschaften Tunesiens (1:1) und Algeriens (0:0) und zwei Niederlagen gegen Rumänien (1:5) und Bulgarien (0:1) waren die Ergebnisse.
Für die B-Nationalmannschaft der Türkei bestritt er einzig am 19. Dezember 1962 ein Länderspiel, das in Addis Abeba gegen die Nationalmannschaft Äthiopiens mit 2:1 gewonnen wurde.
Für die A-Nationalmannschaft bestritt er sechs Länderspiele und debütierte am 16. Dezember 1962 in Addis Abeba beim torlos gebliebenen Freundschaftsspiel gegen die Nationalmannschaft Äthiopiens. Seinen letzten Einsatz als Nationalspieler hatte er am 23. Oktober 1968 im ersten Spiel der WM-Qualifikationsgruppe 4 bei der 1:4-Niederlage gegen die Nationalmannschaft Nordirlands in Belfast.

## Erfolge
Fenerbahçe Istanbul
- Türkischer Meister 1968, 1970
- TSYD Kupası-Sieger 1969
- Türkischer Pokal-Sieger 1968
- Spor-Toto-Pokal-Sieger 1967
- Balkanpokal-Sieger 1967

MKE Ankaragücü
- Türkischer Pokal-Sieger 1972

## Ableben
Çevrim verstarb am 19. Februar 2019 im Alter von 77 Jahren in seinem Wohnort Fethiye an den Folgen eines Herzinfarktes.